# Billy Hughes
William Morris „Billy“ Hughes (25. září 1862, Londýn – 28. října 1952, Sydney) byl australský politik. V letech 1915 až 1923 byl premiérem Austrálie. Vedl národ během první světové války a jeho vliv na národní politiku trval několik desetiletí. Byl členem federálního parlamentu od roku 1901 až do své smrti v roce 1952: je jediným Australanem, který sloužil jako poslanec více než 50 let (přesně 51 let a 7 měsíců). Během své kariéry zastupoval sedm politických stran, pět z nich vedl, čtyři přežil a ze tří byl vyloučen. V premiérském křesle reprezentoval tři: Stranu práce (předseda: 1915–1916), Národní stranu práce (předseda 1916–1917) a Nacionalistickou stranu (předseda 1917–1923). De facto tak přešel z levé části spektra do pravé, což mu labouristé nikdy nezapomněli. Zastával i řadu dalších vládních funkcí: ministr zahraničí (1904, 1921–1923, 1937–1939), ministr spravedlnosti (Attorney-General; 1908–1909, 1910–1913, 1914–1921, 1938–1941), ministr obchodu (1916), ministr zdravotnictví (1934–1935, 1936–1937), ministr pro záležitosti veteránů (1934–1935, 1936–1937), ministr vnitra (1937–1938), ministr průmyslu (1939–1940) a ministr námořnictva (1940–1941).

## Život
Hughes se narodil v Londýně velšskému otci. Od matky převzal anglikánství, které pak vyznával celý život. Ve věku 22 let emigroval do Austrálie a zapojil se do rodícího se australského dělnického hnutí. Organizoval především odbory námořních dělníků v Sydney. Roku 1890 si otevřel malý obchod v Balmainu. V roce 1894 byl zvolen do zákonodárného shromáždění Nového Jižního Walesu jako člen Strany práce. V roce 1901 byl přeložen do nově vzniklého federálního parlamentu. Dálkově si dostudoval práva a v roce 1903 vstoupil do advokátní komory. V roce 1904 seděl prvně ve vládě. V roce 1914 byl zvolen místopředsedou Strany práce.
Premiérem se stal v říjnu 1915, když Andrew Fisher odstoupil kvůli špatnému zdraví. Právě probíhala světová válka a jeho jasná podpora vyslání vojsk do zámoří na pomoc Británii způsobila rozkol v řadách jeho strany. Hughes a jeho stoupenci z ní byli vyloučeni v listopadu 1916, ale post premiéra si udržel a založil novou Národní stranu práce (která se po několika měsících sloučila s liberály a vznikla tak Nacionalistická strana). Jeho vláda byla znovu potvrzena velkou většinou ve volbách v letech 1917 a 1919. Hughes založil řadu nových státních podniků, aby pomohl poválečné ekonomice. Významný dojem na ostatní světové vůdce udělal na Pařížské mírové konferenci v roce 1919, kde získal australskou kontrolu nad bývalou německou Novou Guineou. Ve Společnosti národů po válce úspěšně oponoval japonským pokusům o zvýšení japonského vlivu, jehož mělo být dosaženo tzv. "klauzulí rasové rovnosti".
V australských federálních volbách v roce 1922 ztratili jeho nacionalisté většinu a byli nuceni vytvořit koalici s agrární Country Party. Cenou byla Hughesova rezignace na post předsedy vlády. Ve funkci premiéra ho vystřídal jeho chráněnec Stanley Bruce, což Hughes nenesl lehce. Postupem času se stal jedním z Bruceových předních kritiků a v roce 1928 on a jeho stoupenci svrhli Bruceovu vládu. Poté založil Australskou stranu, která se v roce 1931 sloučila do nové Sjednocené australské strany (United Australia Party). Do vlády se vrátil v roce 1934 a stal se známým pro svá jasnozřivá varování před japonským imperialismem. V roce 1939 mu uniklo druhé období ve funkci premiéra jen o pár hlasů, když prohrál volby do vedení Sjednocené australské strany s Robertem Menziesem. Za druhé světové války byl členem válečné komise poradců vlády.

## Hodnocení
Hughes je obecně uznáván jako jeden z nejvlivnějších australských politiků 20. století. Po celý svůj život byl kontroverzní postavou a o jeho odkazu se stále diskutuje. Jeho vyhraněné názory a drsné způsoby znamenaly, že si často dělal nepřátele, nezřídka ve vlastních řadách. Prudké vášně vzbudil jeho proválečný postoj po roce 1914, avšak australské veřejné mínění bylo na jeho straně, což potvrdily několikeré volby. Hughesovi odpůrci ho obviňovali z autoritářských tendencí a populismu, stejně jako z rozdmýchávání sektářství (zvláště za první světové války nasadil silně antikatolický tón, zakázal také používání němčiny v australských kostelech, což zase postihlo luterány). Jeho bývalí labourističtí kolegové ho považovali za zrádce, zatímco konzervativci byli podezřívaví k jeho hospodářské politice, v níž cítili socialistické tendence. Byl však vždy nesmírně populární mezi širokou veřejností, zejména mezi válečnými veterány, kteří mu láskyplně přezdívali "malý digger" (slangové označení členů australské pěchoty za první světové války). Proto se jeho politický vliv v australském demokratickém systému nepodařilo žádnému jeho odpůrci nikdy plně uhasit. Jeho schopnost důvtipných a bleskových reakcí v parlamentní debatě byla proslulá. Je s ním spjata řada humorných politických historek, kupříkladu roku 1916 odmítl šlechtický titul, který mu nabízel David Lloyd George slovy: "Dobrý bože, ty mě chceš mě zničit, Davide?" (což poukazovalo na skutečnost, že by na australské dělníky, kteří byli jádrem jeho voličstva, britský šlechtický titul dojem asi neudělal). Vydal dvě knihy pamětí: Crusts and Crusades (1947) a Policies and Potentates (1950).